# روبرت سينج
روبرت سينج (11 أبريل 1986 في كندا - ) هو لاعب كرة قدم كندي في مركز الوسط. لعب مع فيسلا بوك ‏ وStilon Gorzów Wielkopolski ‏ ويافردون سبور ‏.

## وصلات خارجية
- روبرت سينج على موقع قاعدة بيانات كرة القدم.إي يو (الإنجليزية)